# Kewpie (maionese)
A Kewpie (em Japonês: キユーピー; em Rōmaji: Kiyūpī) é uma marca japonesa de maionese e o nome da empresa que a fábrica. Kewpie é a maionese mais vendida no Japão, e também é vendida noutros países.

## História

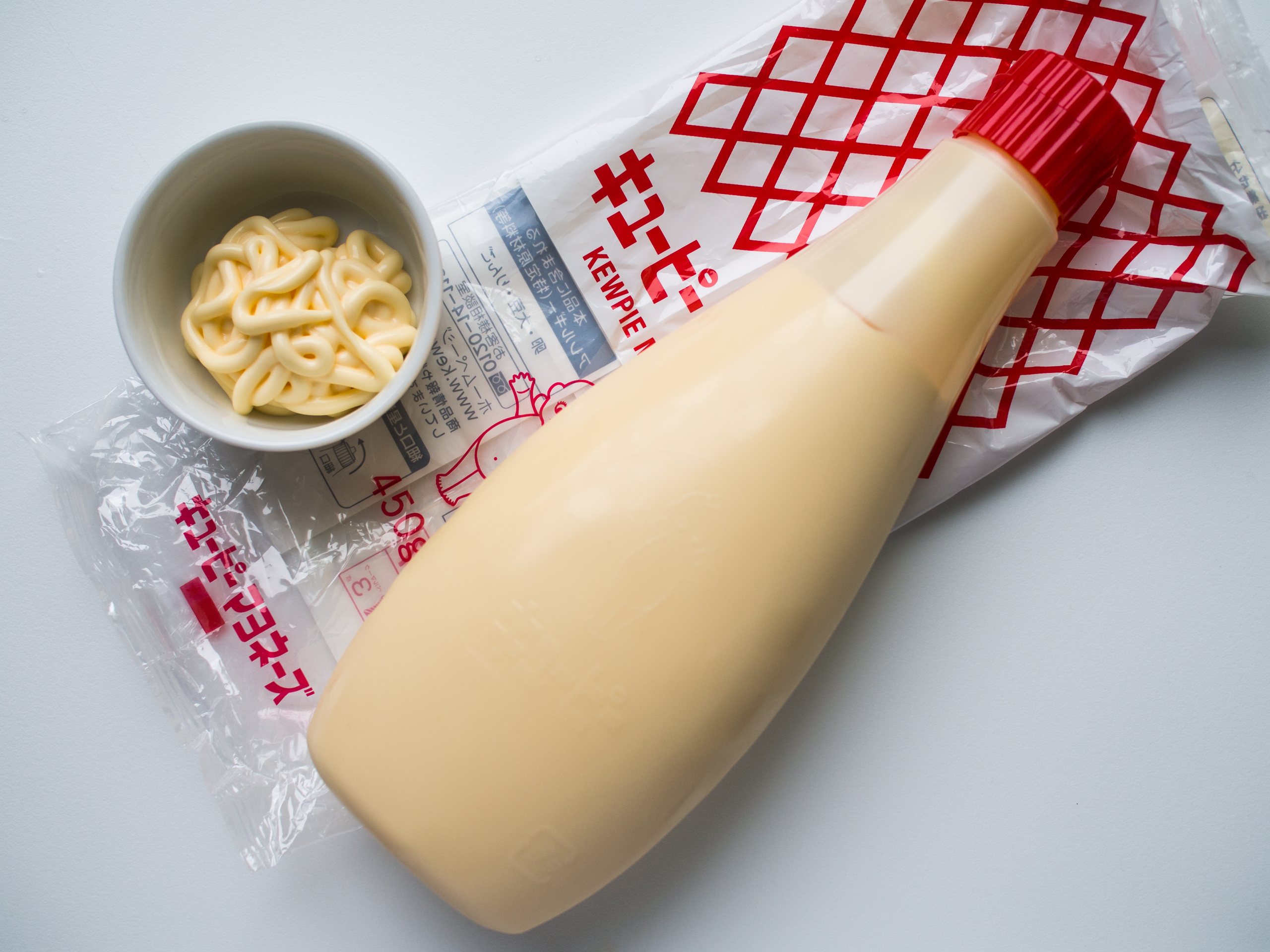
Frasco de maionese da marca Kewpie.

Shokuhin Kogyo Co. Ltd. (em Japonês: キユーピー株式会社) foi fundada em Nakano, Tóquio, em 1919, por Toichiro Nakashima, que já havia trabalhado nos Estados Unidos por três anos como estagiário do Ministério da Agricultura e Comércio do Japão, onde conheceu a maionese e a boneca Kewpie, que se tornou seu emblema. Inicialmente, a sua empresa distribuía salmão enlatado. A produção de maionese começou em 1925 e, desde então, tem sido a marca de maionese mais vendida no Japão. A empresa interrompeu a produção de maionese durante a Segunda Guerra Mundial devido à escassez de abastecimento, tendo retomado a produção em 1948.
Em 1998, a empresa foi processada em 7 milhões de dólares por violação da marca registada por um empresário japonês que obteve os direitos da boneca Kewpie no Japão. A empresa se defendeu, dizendo ter uma marca registada no Japão há 73 anos e que a personagem Kewpie era do domínio público. Os tribunais deram razão a companhia.
Em 2020, a empresa registou vendas de 5 bilhões de dólares.